# Kostel Nanebevzetí Panny Marie (Sedlčany)
Kostel Nanebevzetí Panny Marie v Sedlčanech, zvaný Církvička, je římskokatolický filiální kostel. Byl postaven v barokním slohu v letech 1732–1735 na hřbitově při severním okraji města Sedlčan.

## Historie

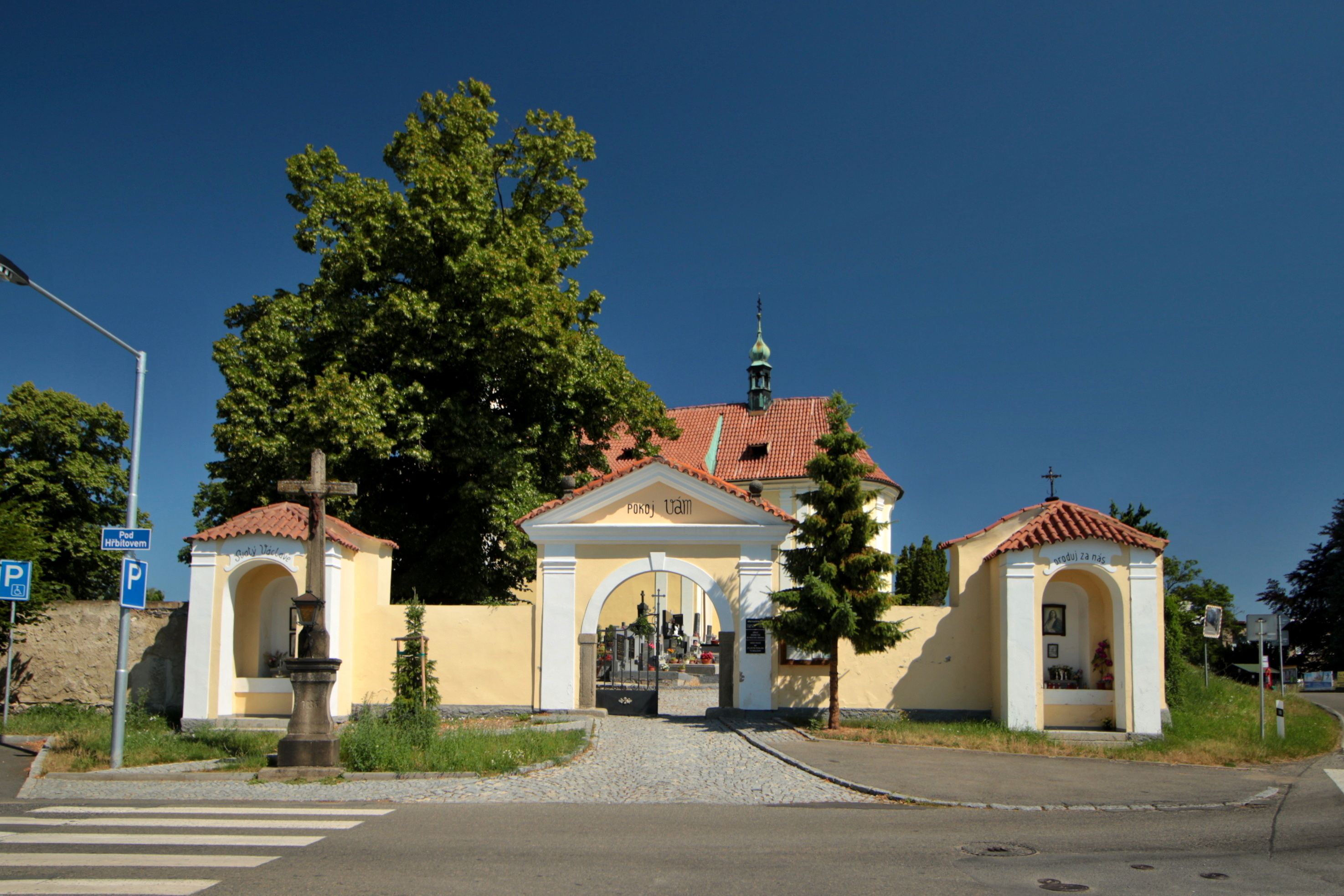
Hřbitovní brána u kostela

Současný barokní kostel byl postaven v letech 1732–1735 a nahradil menší gotický kostelík.
V chrámu se nachází tři barokní oltáře. Mezi nejcennější součásti mobiliáře patří obraz ze 17. století s vyobrazením Panny Marie s Ježíškem, k němuž se sklání sv. Jan. Hřbitov u kostela byl založen v roce 1821.
Na konci 20. století proběhla rekonstrukce kostela.